# Nechajky
Nechajky (ukr. Нехайки) – wieś na Ukrainie, w obwodzie czerkaskim, w rejonie złotonoskim, w hromadzie Drabiw. W 2001 liczyła 1051 mieszkańców.